# Рождественка (Курганская область)
Рождественка — деревня в Юргамышском районе Курганской области. Входит в состав Чинеевского сельсовета.

## История
До 1917 года в составе Кипельской волости Челябинского уезда Оренбургской губернии. По данным на 1926 год состояла из 54 хозяйств. В административном отношении входила в состав Токаревского сельсовета Юргамышского района Курганского округа Уральской области.

## Население
| 1989 | 2002 | 2010 |
| ---- | ---- | ---- |
| 99   | ↘74  | ↘56  |

По данным переписи 1926 года в деревне проживало 249 человек (115 мужчин и 134 женщины), в том числе: русские составляли 100 % населения.